# Ева Крејн
Ева Крејн (енгл. Eva Crane; 12. јун 1912 - 6. септембар 2007) била је истраживач и ауторка књига о пчелама и пчеларству. Иако је дипломирала квантну математику, преусмерила је своје интересовање на пчеле, и провела је деценије истражујући их, путујући у више од 60 земаља, често у примитивним условима. Њујорк тајмс је објавио да је „др. Крејн написала неке од најзначајнијих књига о пчелама и пчеларству” и истакао да је „њена старија сестра, Елси Видовсон, која се никада није пензионисала, потпомогла револуцију у области исхране, показујући сличну енергију јурећи фоке из залеђених предела и проучавајући њихове навике у исхрани”.
Рођена као Етел Ева Видовсон у Лондону, одбранила је докторат 1941. у области нуклеарне физике. Она је постала професорка физике на Универзитету Шефилд. Удала се 1942. године за Џејмса Крејна, брокера који је служио војни рок при Волонтерској резерви краљевске морнарице. Њен муж је умро 1978. године.
Њено интересовање за пчеле почело је када су она и њен супруг добили кошницу као свадбени поклон; дародавац се надао да ће им то помоћи да надоместе недостатак шећера у рату.
Кран је написала више од 180 радова, чланака и књига, многе када је била у својим 70-тим и 80-тим годинама. Његово дело „Мед: свеобухватно истраживање” (1975), у коме је допринела неколико важних поглавља, и прерађивала, настало је тако што је она рекла издавачу (Heinemann Press) да је веома потребна књига на ту тему. Иако због штампе, остаје најзначајнији осврт на ту тему писања. Књига меда (1980) и Археологија пчеларства (1983) огледају њене јаке интересе у исхрани и древног облика пчеларства.
Њено писање је кулминирало у два моћна, енциклопедијска тома, Пчеле и пчеларство: наука, пракса и светски ресурси (1990; на 614 страница) и „Светска историја пчеларства и лова на мед” (1999; 682 страна). Ово је изродило животно знање и искуства и сматра се семинарским уџбеником широм света пчеларства.

## Смрт
Преминула је у 95. години, у граду Слоуву, Велика Британија.